# 8e cérémonie des Razzie Awards

La 8e cérémonie des Golden Raspberry Awards a eu lieu le 10 avril 1988 à l’hôtel Hollywood Roosevelt pour désigner le pire de ce que l'industrie cinématographique a pu offrir en 1987. La liste des nommés est ci-dessous, avec en gras celui qui a reçu le titre.

## Pire film
Leonard Part 6 (Columbia), réalisé par Bill Cosby
- Ishtar (Columbia), réalisé par Elaine May
- Les Dents de la mer 4 : La Revanche (Jaws: The Revenge) (Universal), réalisé par Joseph Sargent
- Les vrais durs ne dansent pas (Tough Guys Don't Dance) (Disney), réalisé par Menahem Golan et Yoram Globus
- Who's That Girl? (Warner Bros.), réalisé par Rosilyn Heller et Bernard Williams

## Pire acteur
Bill Cosby dans Leonard Part 6

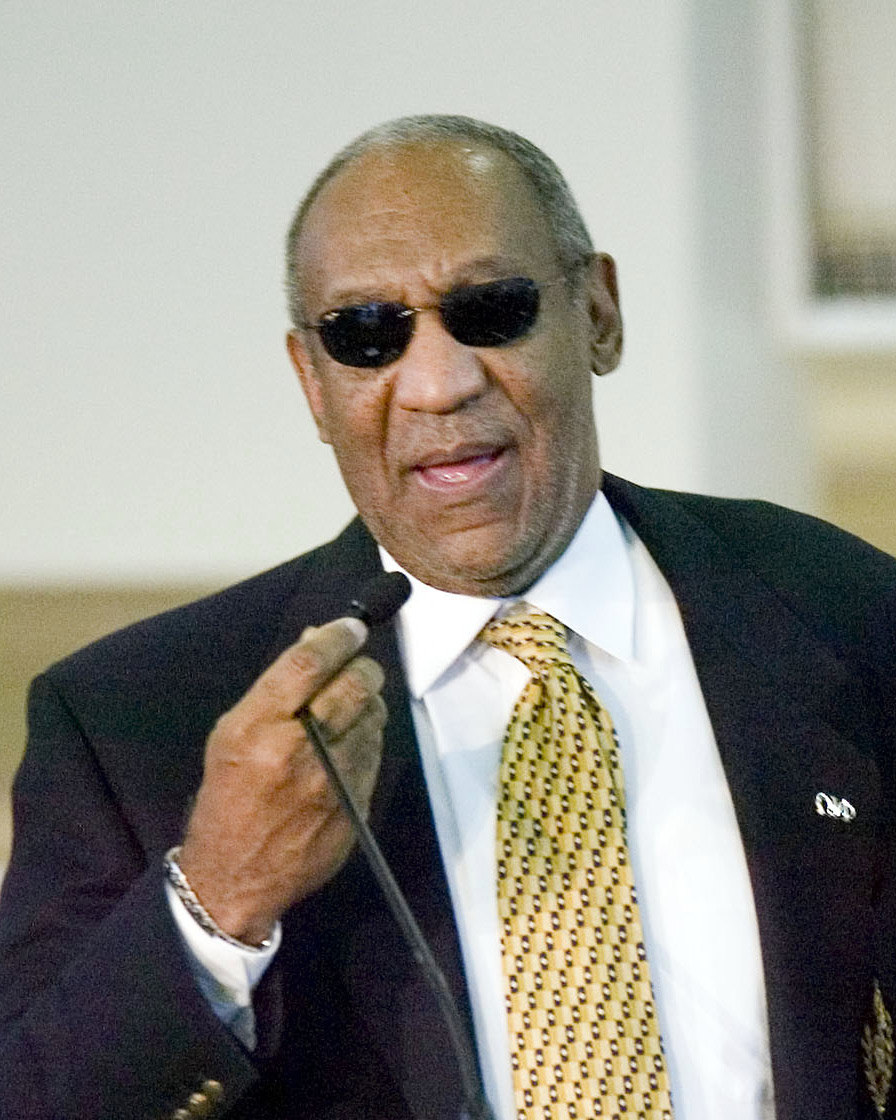
Bill Cosby

- Bruce, le requin, dans Les Dents de la mer 4 : La Revanche (Jaws: The Revenge)
- Judd Nelson dans From the Hip
- Ryan O'Neal dans Les vrais durs ne dansent pas (Tough Guys Don't Dance)
- Sylvester Stallone dans Over the Top : Le Bras de fer

## Pire actrice
Madonna dans Who's That Girl
- Lorraine Gary dans Les Dents de la mer 4 : La Revanche (Jaws: The Revenge)
- Sondra Locke dans Ratboy
- Debra Sandlund dans Les vrais durs ne dansent pas (Tough Guys Don't Dance)
- Sharon Stone dans Allan Quatermain et les mines du roi Salomon (Allan Quatermain and the Lost City of Gold)

## Pire second rôle masculin
David Mendenhall dans Over the Top
- Billy Barty dans Masters of the Universe
- Tom Bosley dans Million Dollar Mystery
- Michael Caine dans Les Dents de la mer 4 : La Revanche (Jaws: The Revenge)
- Mack Dryden et Jamie Alcroft dans Million Dollar Mystery

## Pire second rôle féminin
Daryl Hannah dans Wall Street
- Gloria Foster dans Leonard Part 6
- Mariel Hemingway dans Superman 4 (Superman IV: The Quest for Peace)
- Grace Jones dans Siesta
- Isabella Rossellini dans Siesta et Les vrais durs ne dansent pas (Tough Guys Don't Dance)

## Pire réalisateur
Peter Hoeg pour Les vrais durs ne dansent pas (Tough Guys Don't Dance) (ex æquo)

Elaine May pour Ishtar (ex æquo)
- James Foley pour Who's That Girl?
- Joseph Sargent pour Les Dents de la mer 4 : La Revanche (Jaws: The Revenge)
- Paul Weiland pour Leonard Part 6

## Pire scénario
Leonard Part 6, scénario de Jonathan Reynolds, histoire de Bill Cosby
- Ishtar, écrit par Elaine May
- Les Dents de la mer 4 : La Revanche (Jaws: The Revenge), scénario de Michael deGuzma, basé sur les personnages créés par Peter Benchley
- Les vrais durs ne dansent pas (Tough Guys Don't Dance), scénario de Peter Hoeg, basé sur son roman
- Who's That Girl?, scénario de Andrew Smith et Ken Finkleman, histoire de Andrew Smith

## Pire révélation
David Mendenhall dans Over the Top : Le Bras de fer (Over the Top)
- Les Crados (Garbage Pail Kids) (Noms des personnages dans la VO : Ali Gator, Greaser Greg, Nat Nerd, Foul Phil, Messy Tessie, Valerie Vomit et Windy Winston) dans Les Crados, le film (The Garbage Pail Kids Movie)
- David et Peter Paul (Les frères Barbarian Brothers) dans Les Barbarians (The Barbarians)
- Debra Sandlund dans Les vrais durs ne dansent pas (Tough Guys Don't Dance)
- Jim Varney dans Ernest Goes to Camp

## Pire chanson originale
"I Want Your Sex" dans Le Flic de Beverly Hills 2 (Beverly Hills Cop II), écrit par George Michael
- "El Coco Loco (So, So Bad)" dans Who's That Girl?, écrit par Coati Mundi
- "Let's Go to Heaven in My Car" dans Police Academy 4. Aux armes citoyens (Police Academy 4: Citizens on Patrol), écrit par Brian Wilson, Eugene E. Landy et Gary Usher
- "Million Dollar Mystery" dans Million Dollar Mystery, écrit par Barry Mann et John Lewis Parker
- "You Can Be a Garbage Pail Kid" dans Les Crados, le film (The Garbage Pail Kids Movie), écrit par Michael Lloyd

## Pire effets spéciaux / effets visuels
Les Dents de la mer 4 : La Revanche (Jaws: The Revenge), responsable des effets spéciaux : Henry Millar
- Les crados, le film (The Garbage Pail Kids Movie), animatronics par John Buechler, Mechanical Make-Up Imageries, Inc.
- Superman 4 (Superman IV: The Quest for Peace), responsable des effets spéciaux : Harrison Ellenshaw et John Evans